# Christian George Maude
Christian George Maude, britanski general, * 1884, † 1971.